# Shimonoseki
Shimonoseki (下関市, Shimonoseki-shi) ou, na sua forma portuguesa, Ximonoxeque é uma cidade japonesa portuária localizada na prefeitura de Yamaguchi. Fica no extremo sul de Honshu, frente ao estreito de Tsushima e ao estreito de Kanmon, frente a Kitakyushu.
Em 1 de outubro de 2010 a cidade tinha uma população estimada em 280386 habitantes e uma densidade populacional de 391 h/km². Tem uma área total de 715,83 km². Participa do programa cidades irmãs com a cidade de Santos, do litoral do estado de São Paulo  .
Recebeu o estatuto de cidade a 1 de abril de 1889.
A cidade é sede de parte importante da indústria baleeira do mundo. Em 2002, foi palco de um encontro do CIB, ou Comissão Baleeira Internacional, que discutiu a criação de um santuário ecológico para baleias no Atlântico Sul. Porém a criação foi recusada.

## Cidades-irmãs
- Santos, Brasil
- Istambul, Turquia
- Busan, Coreia do Sul
- Qingdao, China
- Pittsburg, Estados Unidos
- Kikugawa, Japão